# Graves de Vayres

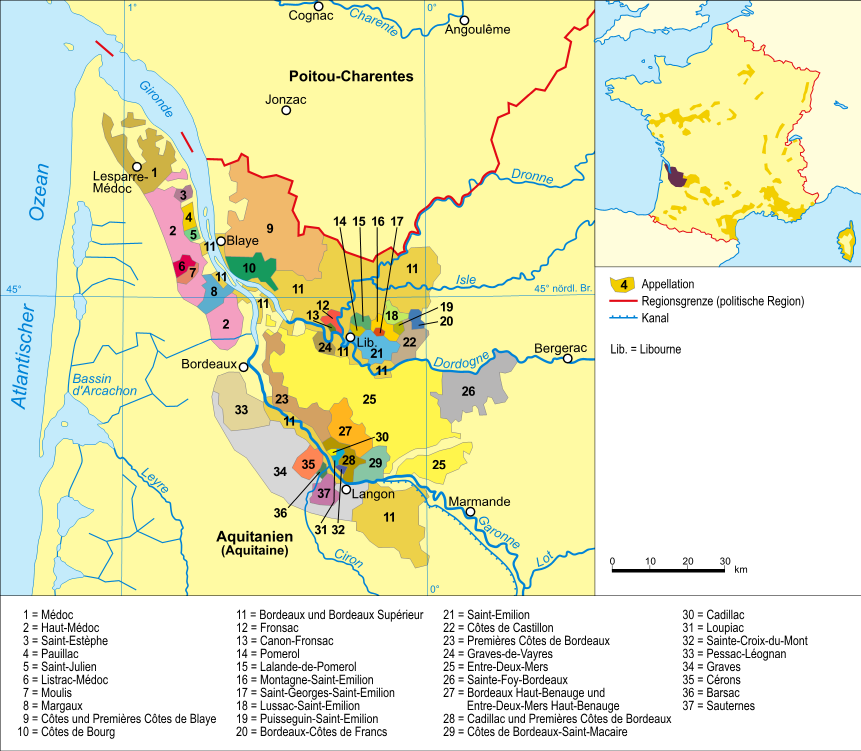
Karte – Weinbaugebiet Bordeaux

Das Weinbaugebiet Graves de Vayres liegt im Norden der großen Appellation Entre-Deux-Mers, einem Teil der Weinbauregion Bordeaux. Trotz der Analogie der Namen hat das Gebiet aber nichts mit dem berühmten Bereich Graves zu tun. Vielmehr deutet der Name Graves auf einen sehr kiesigen Boden hin. Der Name Graves de Vayres wurde bereits im 19. Jahrhundert verwendet und seit dem 31. Juli 1937 verfügt das Gebiet über den Status einer Appellation d’Origine Contrôlée (kurz AOC). Zugelassen sind Rebflächen innerhalb der Gemeinden Arveyres und der namensgebenden Vayres.
Die Appellation umfasst 600 Hektar Rebfläche am linken Ufer der Dordogne und liegt dabei fast gegenüber der Stadt Libourne. Von den 600 Hektar Fläche entfallen nur noch 110 ha auf weiße Rebsorten. Noch im Jahr 1982 war der Anteil der weißen Rebsorten höher als der der roten Sorten. Aufgrund zunehmender Schwierigkeiten, Weißweine der Region Entre-Deux-Mers zu vermarkten, wandte man sich verstärkt den roten Sorten zu.
Obwohl in der Region auch weiße Süßweine gekeltert wurden, werden zurzeit fast nur noch trockene Weißweine aus den Rebsorten Sémillon, Sauvignon Blanc, Muscadelle und einem geringen Anteil Merlot Blanc hergestellt. Der Most muss über mindestens 178 g/l Zucker verfügen (siehe Mostgewicht) und nach der Vergärung muss der Mindestalkoholgehalt 10,5 Volumenprozent betragen. Die Erntebeschränkung für weiße Sorten liegt bei 43 Hektoliter/Hektar.
Für die trockenen Rotweine sind Cabernet Sauvignon, Cabernet Franc, Carménère, Merlot, Malbec und Petit Verdot zugelassen. Der Most muss über mindestens 178 g/l Zucker verfügen und nach der Vergärung muss der Mindestalkoholgehalt 10,5 Vol. Prozent betragen. Die Erntebeschränkung für rote Sorten liegt bei 40 Hektoliter/Hektar.